# ابیومد
ابیومد (انگلیسی: Abiomed) شرکت تجهیزات پزشکی آمریکایی است، که در سال ۱۹۸۱ تأسیس شد.